# 알레산드로 니볼라
알레산드로 니볼라(Alessandro Nivola, 1972년 6월 28일 ~ )는 미국의 배우이다.

## 작품 목록

### 영화 출연
- 다니엘 스틸 - 연인의 반지 (1996, The Ring)
- 페이스 오프 (1997)
- 악의 꽃 (1997)
- 광끼 (1998)
- 원나잇 크라임 (1998, Reach the Rock)
- 씨크릿 (1999)
- 맨스필드 파크 (1999, Mansfield Park)
- 사랑의 고통이 사라지다 (2000, Love's Labour's Lost)
- 타임코드 (2000, Timecode)
- 쥬라기 공원 3 (2001)
- 로렐 캐년 (2002)
- Imprint (2002)
- 캐롤라이나 (2003)
- 클리어링 (2004)
- 준벅 (2005)
- 더 시스터즈 (2005, The Sisters)
- Turning Green (2005)
- 골! (2005)
  - 골 2: 꿈을 향해 뛰어라 (2007)
- 못 말리는 다윈 X파일 (2006)
- 굿바이 그레이스 (2007)
- 로스트 걸: 잃어버린 딸 (2007, The Girl in the Park)
- 디 아이 (2008)
- Five Dollars a Day (2008)
- 후 두 유 러브 (2008, Who Do You Love?)
- 코코 샤넬 (2009)
- 하울 (2010)
- 제이니 존스 (2010)
- 진저 앤 로사 (2012)
- 아메리칸 허슬 (2013)
- 데빌스 노트 (2013)
- 셀마 (2014) - 존 도아르 역
- 모스트 바이어런트 (2014)
- 데이 아웃 오브 데이즈 (2015, Day Out of Days)
- 네온 데몬 (2016)
- 1% 모어 휴미드 (2017, One Percent More Humid) - 제럴드 역
- 너는 여기에 없었다 (2017) - 윌리엄스 역
- 디서비디언스 (2017)
- 더 위저드 오브 라이즈 (2017, The Wizard of Lies)
- Weightless (2018)
- 호신술의 모든 것 (2019) - 센세이 역
- 레드 씨 다이빙 리조트 (2018)
- 더 매니 세인츠 오브 뉴어크 (2021)
- 스핀 미 라운드 (2022, Spin Me Round)
- 암스테르담 (2022)
- 보스턴 교살자 (2023)
- 룸 넥스트 도어 (2024) - 플래너리 역
- 크레이븐 더 헌터 (2024 예정)
- 브루탈리스트 (2024) - 아틸라 역

### 텔레비전 출연
- The Company (2007)

### 영화 제작
- 투 더스트 (2018, To Dust)